# Калиновка (Глуховский район)
Калиновка (укр. Калинівка) — село,
Червоненский поселковый совет,
Глуховский район,
Сумская область,
Украина.
Код КОАТУУ — 5921555501. Население по данным 1982 года составляло 60 человек.
Село ликвидировано в 2006 году .

## Географическое положение
Село Калиновка находится на берегу болота из которого берут начало реки Эсмань и Локня.
На расстоянии в 1,5 км расположены село Лужки и пгт Эсмань.
Рядом проходит автомобильная дорога М-02 (E 101).

## История
- 2006 — село ликвидировано [1].